# Пан (роман)
«Пан» (норв. Pan) — роман норвежского писателя Кнута Гамсуна, написанный в форме воспоминаний Томаса Глана, который отказывается от цивилизованного существования и живёт жизнью охотника вблизи провинциального городка. «Пан» остаётся одной из самых известных работ писателя. Роман по праву может называться мистерией любви, поскольку именно она определяет отношения и поступки героев произведения.
Роман «Пан» считается классическим образцом литературного импрессионизма, в котором этот стиль проявляется на всех уровнях текста: в идее, теме, сюжете, образах, композиции, языке.

## Сюжет
Лейтенант Глан бежит от цивилизации, от неискренних отношений, бытующих в крупных городах. Он поселяется в небольшом домике в лесу. Его верный дружок — собака Эзоп. Живёт тридцатилетний мужчина охотой. Но рядом с лесом находится посёлок и усадьба. Лейтенант не может избежать общения с людьми. Он знакомится с богатым торговцем — господином Маком. У Мака есть дочь — Эдварда. На вид она кажется подростком. В душе Глана зарождается чувство к этой странной девушке. Она приходит к его «берлоге» — хижине, украшенной звериным мехом и перьями.
Глан пытается жить просто и естественно. Но страсти ещё владеют им. Он влюбляется в Эдварду. Девушка приглашает лейтенанта на вечеринку. Глан ведёт себя очень неловко. Он разбил бокал. Эдварда издевается над ним, смеётся. Иногда Глан заходит к господину Маку. Но в обществе он смущается, вспоминает, что его ждёт собака.
Мужчина и девушка встречаются в лесу. Эдварда как будто понимает Глана, его родство с деревьями и травой, со всем живым в природе. Эдварда говорит, что взгляд у Глана «звериный». Этим взглядом он словно притрагивается, ласкает. Это притягивает девушку к одинокому охотнику.
Но Эдварде скоро надоедают их лесные встречи. Они ей приелись. Девушка старается немного отстраниться от Глана и тем самым провоцирует его на бессмысленные поступки. Вот большое количество людей собралось на пикник. Возвращаясь на лодке, Глан сорвал с ноги Эдварды туфельку и швырнул в воду, даже сам не понимая, почему.
К Эдварде часто приходит в гости врач, что, естественно, вызывает у Глана ревность. Девушку это смущает, как и все эмоциональные взрывы Глана. Она понимает, что хромой врач, который всегда ходит с палкой, добрее и спокойнее, чем стройный мужественный, но вечно напористый Глан. Врач умён, немного циничен. Он пытается несколько втолковать лейтенанту: мол, для Эдварды любовь — это нечто сродни соревнованию, и она лишь хочет убедиться в своей власти над мужчиной.
Глан словно обезумел. Он пришёл в своё лесное гнездо и выстрелил себе в ногу. Но ревность лесного отшельника к врачу была напрасна. К семье Мака приехал новый гость — учёный, барон. Он изучает растения и животных фьордов. Господин Мак считает, что этот немолодой чудак был бы неплохим мужем для его дочери. Эдварда вроде бы не против, отчего Глан сильно страдает. Утешает его молоденькая Ева. Он считал её дочерью кузнеца, но оказалось, что она — кузнецова жена.
Влюбившись в Глана, эта простая девочка отдаёт ему себя без колебаний, покорно и искренне. Глан вспоминает легенду о Дидерихе и Изелинде, в которой говорится о мужчине, согласном ради одной женщины стать рабом и ползать у её ног, а от другой принимавшем любовь без благодарности в сердце.
Господин Мак стал очень строго относиться к Глану, в момент когда застает его с Евой наедине. Судя по всему, торговец ревнует девушку. Он загружает Еву постоянной тяжелой работой и хочет, чтобы Глан куда-нибудь убрался из леса. Другая возможная причина его неприязни - Глан по прежнему остается камнем преткновения для отношений барона и Эдварды. По приказу господина Мака кто-то поджёг избушку Глана, всё выгорело дотла. Но лейтенант нашёл себе другое жилище. От того, что он теперь изгой в доме Мака, от тоски по Эдварде Глан совсем неистовствует. Он просверлил в скале глубокую дыру и набил её порохом, планируя эффектно взорвать каменную глыбу, чтобы она рухнула в море в день отплытия учёного барона. Господин Мак что-то подозревает об этом плане (Глан находит его следы на скале). В этот же день торговец велел Еве чинить лодку на берегу. Когда, попрощавшись со всеми, барон отплывал домой, Глан взорвал скалу. Глыба упала на берег и убила бедную Еву, которая возилась у лодки.
Глан решил поехать прочь из этого проклятого места. На прощание Эдварда просит Глана подарить ей пса Эзопа. Эзоп был верным другом лейтенанту, самым дорогим существом в мире. Глан позвал пса. Тот обрадовался, думая, что сейчас пойдёт, как обычно, на охоту с хозяином. Лейтенант застрелил пса и отослал его труп Эдварде.

## Эпилог
«Пан», начавшийся как идиллия, как гимн красоте мира, завершился драматичным, полным грусти финалом и не решил конфликтов, подмеченных писателем. Гамсун, однако, дорассказал судьбы его главных героев. Стихия любви, поразившей Глана, забрала и его жизнь. В новелле «Смерть Глана» — своеобразном эпилоге романа — Глан, отправившийся на охоту куда-то в Индию, получает призыв от Эдварды, которая-таки вышла замуж за барона, вернуться к ней, на родину. Но Глан отвергает саму мысль о возможности новой встречи с женщиной, которую он продолжает любить. Но и жить без неё он не может. И он расстаётся с жизнью. Он делает всё, чтобы вызвать у своего спутника по охоте, ограниченного и самолюбивого человека, ревность и гнев; и тот, в конце концов пускает в Глана пулю. Ситуация этой новеллы Гамсуна, повторенная Хемингуэем в новелле «Недолгое счастье Фрэнсиса Макомбера», тоже завершилась смертью героя.
К истории Эдварды и её отца Мака Гамсун вернулся в романах «Бенони» и «Роза», написанных через десятилетия, в 1908 году.
Русский писатель Александр Куприн написал, что в повести, кроме Глана и Эдварды, есть ещё один главный герой — это большая природа, это незримый бог Пан, что, собственно, и отражено в названии произведения.

## Анализ
Тема произведения. Любовь, возникающая в романе как непреодолимая сила, не поддаётся контролю разума, не знает препятствий и не признаёт никаких ограничений.
Идея произведения. Драма человеческого существования. Вопрос смысла бытия.
Проблематика романа. Поднимает философские и морально-этические проблемы: в чём смысл человеческого бытия и любви, что такое счастье, человек, природа.
Конфликт романа. Вместо конфликта героев — драма переживаний.
Предмет романа. Лейтенанта Глана, живущего отшельником в лесу, любят две женщины — Ева и Эдварда. Он тоже любит их, не зная, кому отдать предпочтение. Стихия любви захватывает героев, и как любая стихия, любовь опасна, и, словно мифический Пан, требует жертв.
Принцип построения повествования. Повествование в романе «Пан» ведётся от лица главного героя. Это своеобразные записки о том, что произошло с ним несколько лет назад. Такая форма повествования придаёт больше достоверности описываемым событиям.
Возможные литературные параллели: А. Куприн «Олеся», М. Коцюбинский «Тени забытых предков».

## Экранизации
- Фильм «Пан[англ.]» (норв. Pan) (Норвегия, реж. Гаральд Швенцен[дат.], 1922)
- Фильм «Пан» (нем. Pan) (англ. Nora) (Германия, реж. Йозеф Геббельс, 1937)
- Фильм «Короткое лето» (швед. Kort är sommaren) (Швеция, реж. Бъярне Хеннинг-Енсен, 1962)
- Фильм «Пан» (дат. Pan) (Дания, реж. Хеннинг Карлсен, 1995)